# Mylothris carcassoni
Mylothris carcassoni is een vlindersoort uit de familie van de Pieridae (witjes), onderfamilie Pierinae.
Mylothris carcassoni werd in 1948 beschreven door van Son.